# Isembard
Isembart le Saxon (mort après 806) était comte de Thurgovie et maire du palais d'Altorf.

## Biographie
Fils de Guérin de Thurgovie, il est né vers 750 à Narbonne.
Il est mentionné en 774 pour d'importants dons à l'Abbaye de Saint-Gall.
De son épouse, Thiedrada, d'origine carolingienne, il a trois enfants :
- Guérin V de Chalon ;
- Onfroy de Thurgovie ;
- Heilwig de Saxe, épouse de Welf Ier.

Il est décédé après 806 en Saxe.